# Williams Street
Williams Street Productions, LLC, opérant sous le nom de Williams Street, (anciennement Ghost Planet Industries) est une société de production audiovisuelle américaine basée à Atlanta en Géorgie. C'est une filiale de Warner Bros. Television Studios, elle-même division de Warner Bros. Entertainment. Le studio produit les émissions diffusées sur le bloc de programmes pour adultes de Cartoon Network, Adult Swim.

## Histoire
Le nom provient du lieu dans lequel sont localisés les studios (à côté des studios d'Adult Swim) au 1065 Williams Street NW à Atlanta (Géorgie), près des bureaux de TBS et de CNN.